# Romance à l'inconnue
Pour plus de détails, voir Fiche technique et Distribution.
Romance à l'inconnue est un film français réalisé par René Barberis, sorti en 1931.

## Fiche technique
- Titre : Romance à l'inconnue
- Réalisation : René Barberis
- Scénario : d'après le roman de José Germain
- Photographie : Julien Ringel
- Décors : Armand Bonamy
- Musique : J. Lenfant et Pierre Varenne
- Production : Gaumont Franco-Film Aubert (GFFA)
- Pays de production :  France
- Format :  Noir et blanc - 1,20:1 - son mono
- Durée : 83 minutes
- Date de sortie : France : 2 mars 1931

## Distribution
- Annabella : Mado
- Mary Costes : Dora
- Alain Guivel : Alain
- Charles Lamy : Firmin
- Joë Hamman : Jean